# Dan (stopień)
Dan (jap. 段 dan) – termin oznaczający stopień, poziom. Ma na celu dokładne określenie rangi wskazującej na osiągnięty poziom mistrzowski (w odróżnieniu od stopnia kyū, który określa osiągnięty poziom uczniowski).
Liczba stopni dan przyznawanych w konkretnej dziedzinie różni się w zależności od jej potrzeb i kryteriów wewnętrznie dla niej ustalonych. Sposoby nadawania stopnia również są zróżnicowane: stopień dan może zostać przyznany przez mistrza-nauczyciela (co powinno być poprzedzone dokładną obserwacją adepta lub jego przeegzaminowaniem), można również wymagać zdania egzaminu przed komisją złożoną z ekspertów w danej dziedzinie. Częstą praktyką jest jednak ograniczenie liczby stopni dan do dziesięciu oraz przyznawanie 10 dan jedynie twórcom stylu i absolutnie najwybitniejszym kontynuatorom. 
Wiele organizacji powołuje (bądź autoryzuje) takie komisje oraz prowadzi własne rejestry osób, których umiejętności zostały zweryfikowane poprzez nadanie im stopnia dan. Rejestry takie zwane są yudansha.
Przykładowym rozwiązaniem sposobu nadawania stopni dan może być system przyjęty w kendo, karate, czy aikido.
Wbrew potocznemu mniemaniu dan nie jest terminem używanym wyłącznie w odniesieniu do umiejętności w zakresie jakiejś sztuki, czy sportu walki; jest on również stosowany w takich np. dziedzinach jak ikebana (sztuka układania kwiatów), go (gra planszowa), czy chanoyu (ceremonia parzenia herbaty). W praktyce biznesowej istnieje także międzynarodowy system doskonalenia jakości six sigma, w którym kolejne szczeble wtajemniczenia oznacza się na wzór stopni kyū i dan.